# Stephen Williams (wielrenner)
Stephen Williams (Aberystwyth, 9 juni 1996) is een Welsh wielrenner die anno 2024 rijdt voor Israel-Premier Tech.

## Carrière
In 2016 werd Williams, namens JLT Condor, derde in het eindklassement van de New Zealand Cycle Classic, achter de Australiërs Ben O'Connor en Mark O'Brien. Een jaar later maakte hij de overstap naar het Nederlandse SEG Racing Academy. In zijn eerste seizoen bij die ploeg werd Williams onder meer tweede in de Ardense Pijl en elfde in het eindklassement van de Ronde van de Isard. Een jaar later keerde hij terug naar die Franse beloftenkoers, waar hij ditmaal de eerste twee etappes en het eindklassement op zijn naam schreef. In de Ronde van Italië voor beloften won Williams de zevende etappe met een voorsprong van 26 seconden op Aleksandr Vlasov. Later dat jaar mocht hij stage lopen bij Bahrain-Merida, dat hem vervolgens een contract voor twee jaar aanbood. Vanwege een blessure moest hij zijn debuut uitstellen tot de Ronde van het Baskenland in april, die hij niet uitreed. Ook in de Ronde van Romandië, die twee weken later van start ging, haalde hij de eindstreep niet. In 2024 won hij verrassend de Waalse Pijl na een demarrage op de Muur van Huy.

## Palmares

### Overwinningen
2018
1e en 2e etappe Ronde van de Isard
Eindklassement Ronde van de Isard
7e etappe Ronde van Italië, Beloften
2021
5e etappe CRO Race
Eind- en jongerenklassement CRO Race
2022
1e etappe Ronde van Zwitserland
2023
3e etappe Arctic Race of Norway
Eindklassement Arctic Race of Norway
2024
6e etappe Tour Down Under
Eindklassement Tour Down Under
Waalse Pijl
2e en 3e etappe Ronde van Groot-Brittannië
Eindklassement Ronde van Groot-Brittannië

### Resultaten in voornaamste wedstrijden
| Jaar | Ronde van Italië | Ronde van Frankrijk | Ronde van Spanje |
| ---- | ---------------- | ------------------- | ---------------- |
| 2020 |                  |                     | opgave           |
| 2021 |                  |                     |                  |
| 2022 |                  |                     |                  |
| 2023 | 93e              |                     |                  |
| 2024 |                  | 73e                 |                  |
| 2025 |                  |                     |                  |

| Jaar | Amstel Gold Race | Luik-Bast.‑Luik | Ronde van Lombardije | Waalse Pijl |  | WK op de weg |
| ---- | ---------------- | --------------- | -------------------- | ----------- |  | ------------ |
| 2020 |                  |                 |                      | 116e        |  |              |
| 2021 | 117e             |                 | opgave               | opgave      |  |              |
| 2022 |                  |                 |                      | 99e         |  |              |
| 2023 |                  |                 | opgave               |             |  |              |
| 2024 | 43e              | 66e             |                      | ↑           |  | opgave       |
| 2025 |                  | opgave          |                      | opgave      |  |              |

### Resultaten in kleinere rondes
| Jaar | Tour Down Under | Ronde van Catalonië | Ronde van het Baskenland | Ronde van Romandië | Ronde van Zwitserland |
| ---- | --------------- | ------------------- | ------------------------ | ------------------ | --------------------- |
| 2019 |                 |                     | opgave                   | opgave             |                       |
| 2020 |                 |                     |                          |                    |                       |
| 2021 |                 | 97e                 |                          | 72e                | 43e                   |
| 2022 |                 |                     |                          |                    | opgave (1)            |
| 2023 |                 | 100e                |                          |                    |                       |
| 2024 | ↑ (1)           | 52e                 |                          |                    |                       |

(*) tussen haakjes aantal individuele etappeoverwinningen

## Ploegen
- 2016 –  JLT Condor
- 2017 –  SEG Racing Academy
- 2018 –  SEG Racing Academy
- 2018 –  Bahrain-Merida (stagiair vanaf 1-8)
- 2019 –  Bahrain-Merida
- 2020 –  Bahrain McLaren
- 2021 –  Bahrain-Victorious
- 2022 –  Bahrain-Victorious
- 2023 –  Israel-Premier Tech
- 2024 –  Israel-Premier Tech
- 2025 –  Israel-Premier Tech

Atkins · Briggs · Clancy · Downing · Dunne · Frame · Grivell-Mellor · Lapier · Laverack · Lawless · McCarthy · Moses · Mould · Slater · Williams · Hennessy (stagiair)
Affini · van den Berg · Bol · Cullaigh · Eriksson · Evensen · Jakobsen · Janssen · de Jong · Kooistra · Lenderink · Maas · Peters · Schelling · de Vries · Williams · Meeus (stagiair)
Affini · Arensman · van den Berg · Bol · Hoole · Kooistra · Lenderink · Maas · Meeus · Schelling · Stavrakakis · Verboom · Williams
Agnoli · Arashiro · Bauhaus · Bole · Caruso · Colbrelli · Dennis     · Feng · García · Garosio · Haussler · Koren · Mohorič · A. Nibali · V. Nibali · Novak · Padoen · Pernsteiner · Pibernik · Pozzovivo · Sieberg · Teuns · Tratnik · Wang · Williams
Arashiro · Battaglin · Bauhaus · Bilbao · Bole · Buitrago · Capecchi · Caruso · Cavendish · Colbrelli · Davies · Feng · García Cortina · Haller · Haussler · Inkelaar · Landa · Mohorič · Novak · Padoen · Pernsteiner · Pibernik · Poels · Sieberg · Teuns · Tratnik · Valls · Williams · Wright
Arashiro · Bauhaus · Bilbao · Buitrago · Capecchi · Caruso · Colbrelli  · Davies · Feng · Jack · Haller · Haussler · Inkelaar · Landa · Madan · Mäder · Milan· Mohorič · Novak · Padoen · Pernsteiner · Poels · Sieberg · Teuns · Tratnik · Valls · Williams · Wright
Arashiro · Bauhaus · Bilbao · Buitrago · Caruso · Colbrelli · Feng · Govekar (vanaf 1/6) · Gradek · Haig · Haussler · Landa · Maciejuk · Madan · Mäder · Milan· Mohorič · Novak · Osorio (tot 31/3) · Pernsteiner · Poels · Price-Pejtersen · Sánchez · Sütterlin · Teuns (tot 4/8) · Tratnik · Williams · Wright · Zambanini · Miholjević (stagiair)
Berwick · Boivin · Clarke · Einhorn · Frigo · Froome · Fuglsang · Gee · Goldstein · Hermans · Hollenstein · Hollyman · Houle · Impey · Jones · Neilands · Nizzolo · Pozzovivo (vanaf 6/3) · Reynders · Riccitello · Sagiv · Schultz · Strong · Teuns · Van Asbroeck · Vanmarcke (tot 7/7) · Williams · Woods · Würtz Schmidt · Zabel · Gilmore (stagiair) · Sheehan (stagiair)
Ackermann · Bennett · Blackmore (vanaf 3/5) · Boivin · Clarke · Einhorn · Frigo · Froome · Fuglsang · Gee · Hofstetter · Hollyman · Houle · Kogut · Neilands · Pickrell · Raisberg · Riccitello · Sagiv · Schultz · Schwarzmann · Sheehan · Stewart · Strong · Teuns · Van Asbroeck · Vernon · Williams · Woods · Würtz Schmidt · Zabel (tot 2/5) · Brown (stagiair)